# Halte Middelweg
Halte Middelweg (geografische afkorting Mid) is een voormalige stopplaats aan de spoorlijn Alkmaar - Hoorn. De stopplaats was geopend van 1 oktober 1898 tot 15 mei 1938. De wachtpost uit 1870 werd in 1950 gesloopt.